# Берх, Карл Рейнхольд
Карл Рейнхольд Берх (швед. Carl Reinhold Berch; 29 января 1706, Стокгольм —22 декабря 1777, Стокгольм) — шведский нумизмат и историк; член и председатель (с 1763 года) Шведской королевской академии наук.

## Биография
Выпускник Уппсальского университета.
С 1732 года совершив несколько путешествий по Европе и пробыв некоторое время секретарём шведского посольства в Париже, позже стал секретарём археологического архива, а в 1763 был избран председателем Шведской королевской академии наук в Стокгольме, членом которой состоял с 1749 года. В 1762 году был возведен во дворянство.

## Научная деятельность
Видный знаток нумизматики, значительно увеличил коллекцию шведских и римских монет. Известен, как изобретатель системы масштабов или шкалы Берха, которая определяет размеры шведских монет и медалей. Названа в честь своего создателя Карла Рейнхольд Берч, который в 1773 году опубликовал её в своей работе «Beskrifning öfwer swenska mynt och kongl. skåde-penningar».
Карл Рейнхольд Берх — автор около пятидесяти научных монографий по нумизматике и истории, помещенных в разных сборниках, а также несколько отдельных сочинений на шведском и французском языках.

## Избранные труды
- «Описание медалей и жетонов шведских королей» (Упсала, 1773);
- «Медали знаменитых шведов и шведок» (Стокгольм, 1777—1781);
- «Эпизоды из жизни Густава II Адольфа; королевы Кристины; Карла X Густава; Карла XI; Карла XII; королевы Ульрики-Элеоноры и короля Фредрика» (Стокгольм, 1788).